# Eutrogia castanea
Eutrogia castanea är en fjärilsart som beskrevs av Moore 1882. Eutrogia castanea ingår i släktet Eutrogia och familjen nattflyn. Inga underarter finns listade i Catalogue of Life.